# 小美野来希
小美野 来希（こみの らいき、2006年9月10日 - ）は、日本の子役。NEWSエンターテインメントに所属していた。

## 出演

### テレビ
- 私の何がイケないの?（2012年 - 2013年）
- ワラッチャオ!（2013年 - 2014年） - レギュラー
- 踊る!さんま御殿!!（2013年）
- 心ゆさぶれ!先輩ROCK YOU（2013年）
- 奇跡体験!アンビリバボー（2014年）
- ナゾ解き!マイネーム（2015年）
- シャキーン!（2015年）

### テレビドラマ
- 花の鎖（2013年、フジテレビ）
- 大河ドラマ（NHK）
  - 軍師官兵衛（2014年） - 豊臣秀頼（幼少期） 役
  - おんな城主 直虎（2017年）- 竹千代（幼少期） 役
- お葬式で会いましょう（2014年、NHK） - 太田黒勇（幼少期） 役
- 東京スカーレット〜警視庁NS係 第8話「人生をすり替えた逃亡犯」（2014年9月2日、TBS）
- ウルトラマンギンガS 第11話（2014年11月18日、テレビ東京） - サトル 役
- 赤と黒のゲキジョー 上流階級〜富久丸百貨店外商部〜（2015年1月16日、フジテレビ） -  啓太 役
- 仮面ライダードライブ 第27、28話（2015年4月26日、5月3日、テレビ朝日） - 少年 役
- 水曜ミステリー9 軽井沢駐在犬日誌（2015年11月4日、テレビ東京） - 井岡翔馬 役
- 金曜プレミアム 一の悲劇（2016年9月23日、フジテレビ） - 山倉隆史 役
- おばさんデカ 桜乙女の事件帖16（2017年5月12日、フジテレビ） ‐ 桧山光太郎 役

### 映画
- どうしても触れたくない（2014年、日本出版販売）
- 烈車戦隊トッキュウジャー THE MOVIE ギャラクシーラインSOS（2014年、東映） - 園児 役
- MIRRORLIAR FILMS Season1「B級⽂化遺産」（2021年9月17日、イオンエンターテイメント）

### CM
- はま寿司（2013年）
- 大正製薬 リポビタンDキッズ（2013年）
- 東京メトロ（2013年）
- セガトイズ アンパンマンはじめてEnglish!（2014年）
- トヨタホーム（2015年）
- バンダイ キャラデコクリスマス 妖怪ウォッチ（2015年）
- アルフレッサ（2016年）
- エバラ食品工業 黄金の味（2016年）
- 日本マクドナルド ハッピーセット 仮面ライダードライブ（2016年）

### MV
- JUJU「守ってあげたい」（2013年）
- NEWS「MR.WHITE」（2015年）

### VP
- 国際会議招致PR（2013年）

### DVD
- クローズド・ルーム（2014年）

### スチール
- ベネッセコーポレーション
  - こどもちゃれんじ ぽけっと（2010年）
  - こどもちゃれんじ Englishぽけっと（2011年）
- さくら薬局（2013年）

### Web
- ネスカフェ 「踊る大宣伝会議」（2014年）